# Podenco ibicenco
El podenco ibicenco (en catalán: Ca eivissenc) es una raza española de perro podenco que se originó en Ibiza, Islas Baleares.

## Contexto
Presenta unos sentidos de la vista y del oído muy desarrollados, por lo que se le ha destinado a la caza, sobre todo del conejo, tanto de día como de noche. 

## Origen
Se ha venido atribuyendo al podenco ibicenco, como a todos los podencos, un legendario origen en el antiguo perro de Egipto.
El origen de esta raza en España procede de la isla de Ibiza. La ciudad de Ibiza fue fundada en el 654 a. C. por los cartagineses y resulta una conjetura establecer la posibilidad de que los primeros pobladores llevaran consigo a sus perros de origen egipcio para simple compañía y para cazar los conejos abundantes de la isla.
En contrapartida a las teorías habitualmente aceptadas, diversos estudios genéticos realizados en los últimos años han venido a concluir que, contrariamente a la extendida creencia de que el podenco es un tipo de perro primitivo importado hace unos 3000 años de la zona del Oriente Medio, estos perros en realidad guardan estrecha relación genética con el resto de los perros de caza europeos y no son más "primitivos" que la mayoría de ellos. Ver estudios sobre el genoma del perro.

## Características
El podenco ibicenco es una raza elegante y ágil, con un esquema atlético y atractivo y un trote elástico. Aunque en apariencia elegante, tiene la circunferencia del hueso bien definida y es una raza resistente. Las grandes orejas en posición vertical, un sello distintivo de la raza, son anchas en la base y el marco de un casco largo y elegante. El cuello es largo y delgado. Tiene un frente único, espalda, hombros y parte superior del brazo relativamente sencillos. Se presenta en variedades lisas y duras. Son de color rojo, blanco o una combinación de rojo y blanco. La nariz es de color carne, como las orejas, párpados y los cojinetes de los pies. Los ojos son de color ámbar sorprendente y tienen una expresión alerta e inteligente. El podenco ibicenco puede variar en altura desde 61 a 74 cm y pesan de 20 a 29 kg, los machos son más grandes que las hembras.

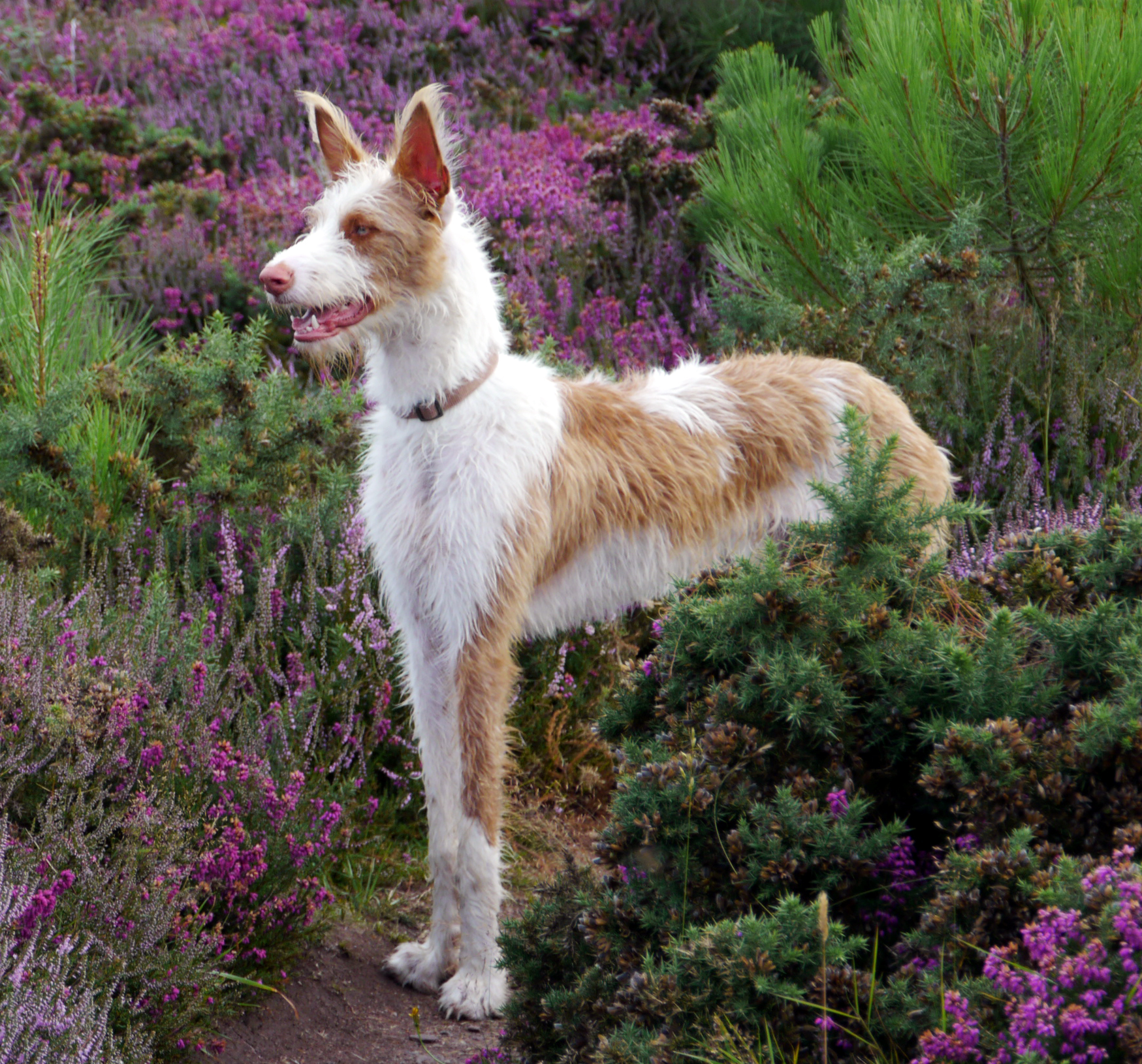
Podenco ibicenco de pelo duro

## Temperamento
Los podencos ibicencos son moderadamente inteligentes, activos y atractivos por naturaleza. Son verdaderos "payasos" del mundo del perro, deleitándose en su gente entretenida con sus payasadas. Aunque es un poco independiente y obstinado a veces, llevan bien el entrenamiento, si los métodos son positivos, pero se resisten a los métodos de entrenamiento de castigo. Son en general calmados. Son perros sensibles y muy buenos con los niños y con otros perros. En general son buenos perros de casa, pero son activos y atléticos, por tanto necesitan una gran cantidad de ejercicio diario. No son buenos perros de perrera. 
Los perros ibicencos son capaces de saltar alturas increíbles. Por lo tanto, necesitan vallas muy altas. Tienen un fuerte instinto de caza, por lo que no se puede confiar en que vayan sin correa, salvo en una zona de seguridad cerrada.